# PSR B0833-45
Pulsar de Vela, pulsar des Voiles
«  Pulsar de Vela » redirige ici. Pour les autres significations, voir Vela.

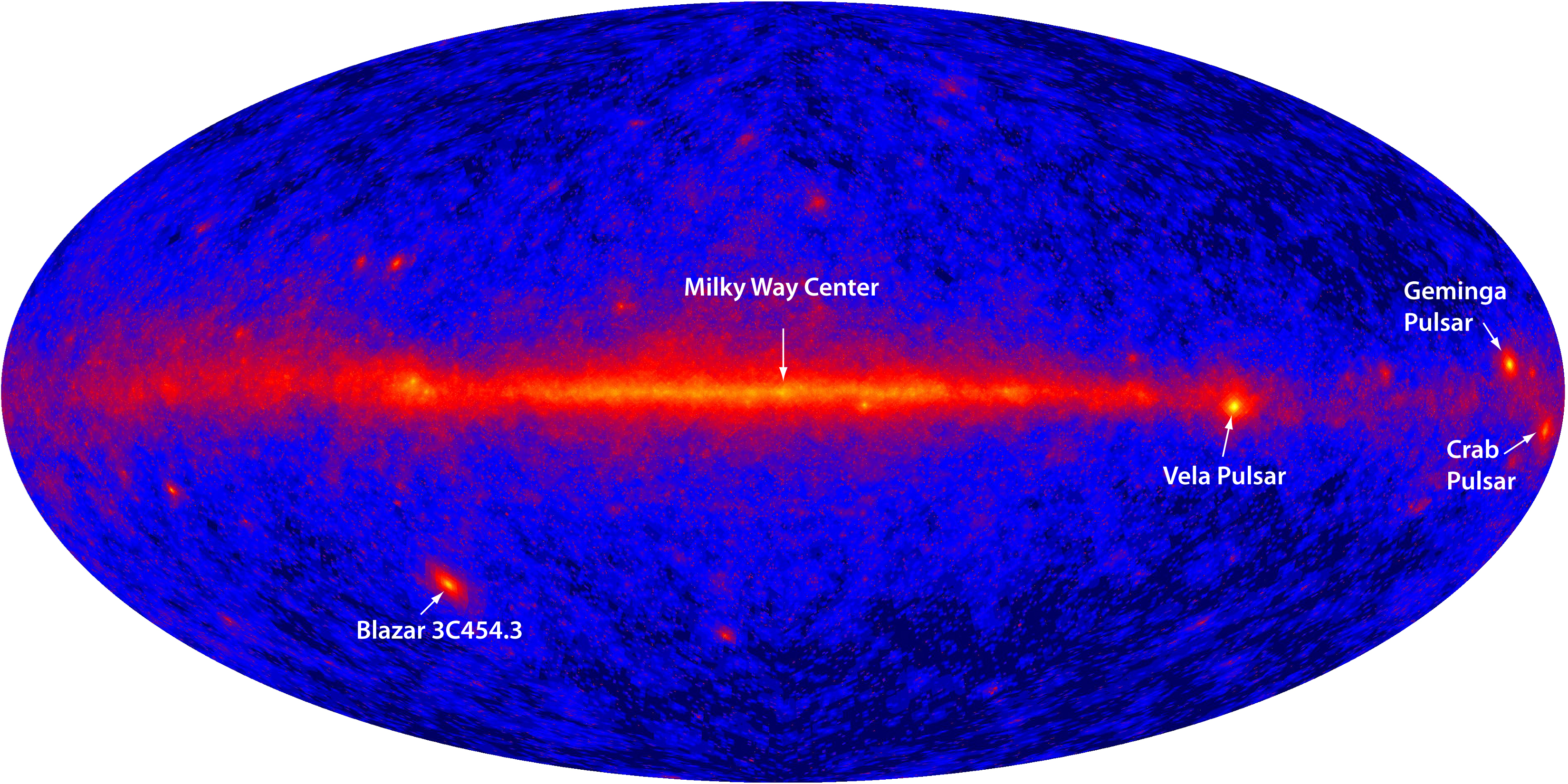
Position du pulsar de Vela (Vela Pulsar) dans la Voie Lactée. Crédit : NASA/DOE/International LAT Team.

PSR B0833-45, plus connu sous le nom de pulsar des Voiles ou pulsar de Vela (le nom international de la constellation), est un jeune pulsar situé dans la constellation des Voiles, à 959 années-lumière de la Terre.

## Découverte
Le pulsar des Voiles est avec le pulsar du Crabe le premier pulsar jeune découvert en 1968 par une équipe d'astronomes de l'Université de Sydney. Constamment suivi depuis sa découverte, c'est l'un des objets les plus étudiés du ciel.
Un autre pulsar jeune, RX J0852.0-4622, a été découvert dans la constellation des Voiles. Bien que sans lien avec le pulsar de Vela, il lui a été attribué le nom de Vela Junior.

## Caractéristiques

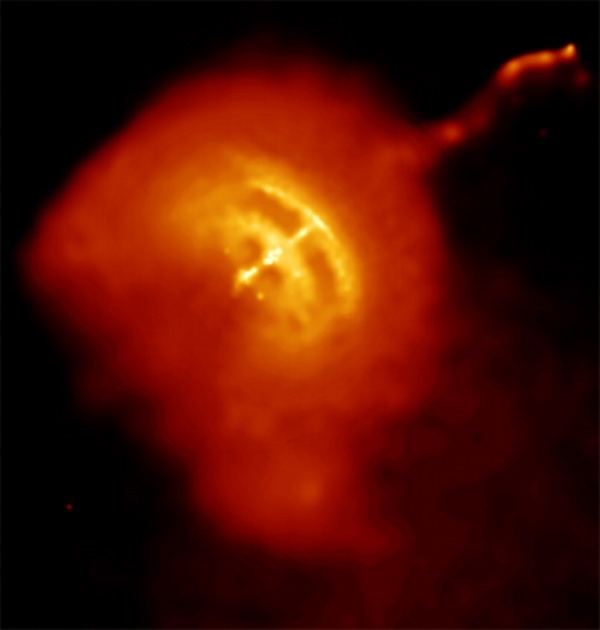
Le pulsar de Vela vu par le télescope spatial Chandra.

Il est significativement plus âgé que le pulsar du Crabe (âge caractéristique de 11 000 ans), mais possède une période de rotation encore très faible (89 ms). Sa principale caractéristique reste néanmoins le fait d'être le siège d'un nombre impressionnant de glitches, à tel point que l'évolution à long terme de sa période est extrêmement difficile à déterminer, l'intervalle typique entre deux glitches étant typiquement de deux ou trois ans à peine. De ce fait, malgré l'évolution rapide de sa période de rotation, l'indice de freinage est impossible à déterminer. Le pulsar a été observé dans le domaine radio, en visible et à très haute énergie (rayons gamma). 
Le pulsar est situé au centre d'une région de grande extension spatiale du nom étrange de Vela (XYZ), dont il est la source d'énergie. Le jeune âge du pulsar combiné à la taille angulaire très importante de la nébuleuse indiquent sans le moindre doute une distance très faible de ce pulsar, estimée à seulement 294 parsecs. Il est de ce fait très probable que l'explosion de la supernova qui lui a donné naissance ait donné lieu sur Terre à l'apparition d'un nouvel astre extraordinairement brillant, qui est sans doute resté visible de nombreuses années, à l'instar de la supernova historique SN 1006. L'explosion est cependant trop ancienne pour qu'il existe une quelconque trace écrite ou figurée de son observation.
Jusqu'en 2022, le spectre du rayonnement de tous les pulsars gamma observés plafonne à des énergies de quelques GeV. En 2023, le réseau de télescopes Tcherenkov détecte une composante du rayonnement du pulsar de Vela qui s'étend jusqu'à des énergies d'au moins 20 TeV, 200 fois que ce qu'on en avait observé jusqu'alors et un ordre de grandeur de plus que pour le pulsar du Crabe, le seul autre pulsar détecté dans la gamme des téraélectronvolts. Ces résultats remettent en question les modèles actuels de l'émission à haute énergie des pulsars,.